# Djævlekløften
 For alternative betydninger, se Djævlekløften (flertydig). (Se også artikler, som begynder med Djævlekløften)
Djævlekløften (eller Svenskekløften) er en 25 meter dyb smeltevandskløft fra sidste istid beliggende i Hesede Skov nær Gisselfelds gamle arboret, Paradishaven. Tilnavnet Svenskekløften kommer fra et sagn, der fortæller, at svenskerne gemte sig i kløften for Gøngehøvdingen under krigen i 1660.